# 29 mai (calendar ortodox)

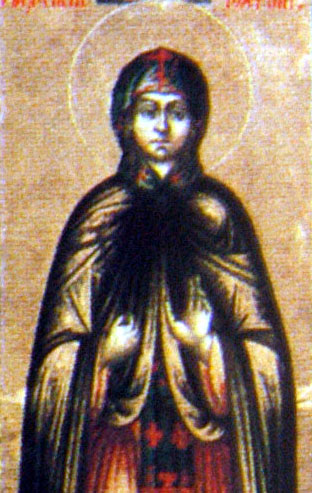
Sf. Teodosia cea din Constantinopol

29 mai în calendarul ortodox:

## Sfinți
- pomenirea sfintei mucenițe Teodosia fecioara, cea din Cezareea (aducerea moaștelor).
- pomenirea sfintei preacuvioasei mucenițe Teodosia cea din Constantinopol (sec. VIII).
- pomenirea cuviosului mucenic Olvian, episcopul cetății Aneu.
- pomenirea cuviosului părintelui nostru Alexandru, papă al Alexandriei.
- pomenirea sfinților mucenici, un bărbat și soția sa, care s-au săvârșit zdrobindu-li-se oasele cu toiegele.
- pomenirea sfântului noului mucenic Nan sau Ioan din Tesalonic, care în Smirna a mărturisit în anul 1802 și care de sabie s-a săvârșit.

## Evenimente

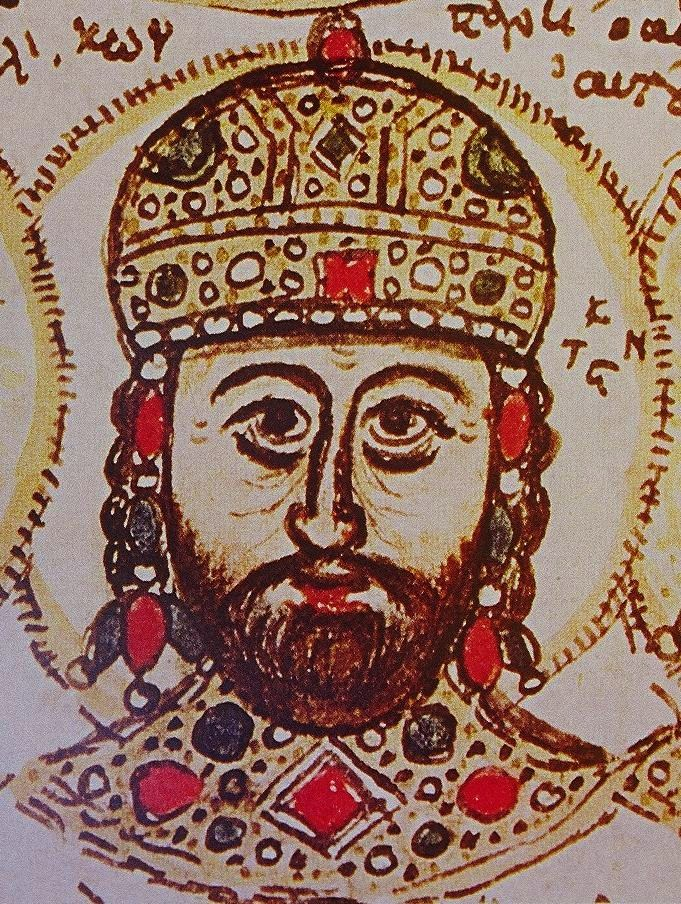
Constantin al XI-lea Paleologul

- 1453 - Căderea Constantinopolului[2]

## Decese
- 1453 - Ultimul împărat bizantin, Constantin al XI-lea Paleologul, moare eroic în apărarea Constantinopolului